# ФК Европа Пойнт
Европа Пойнт (на английски: Europa Point F.C.) е полупрофесионален футболен отбор от Гибралтар, задморска територия на Великобритания. Основан през 1912 година. Играят в Гибралтарска втора дивизия. Мачовете си играе на стадион „Виктория“.
Европа Пойнт е партньор на отбора от Зимбабве „Банту Роувърс“.

## Успехи
- Гибралтарска втора дивизия
  -  Шампион (1): 2015/16
- Купа на Гибралтарска втора дивизия
  -  Носител (2): 2014/15, 2015/16